# Trey McKinney-Jones
Trey McKinney-Jones (ur. 27 sierpnia 1990 w Milwaukee) – amerykański koszykarz, występujący na pozycji rzucającego obrońcy, obecnie zawodnik Gunma Crane Thunders.
Przez lata występował w rozgrywkach letnich lig NBA. Reprezentował San Antonio Spurs (2014, 2018), Miami Heat (2014, 2017), Atlantę Hawks (2015), Indianę Pacers (2017). Zaliczył też obóz przedsezonowy z Milwaukee Bucks (2013).
15 sierpnia 2019 został zawodnikiem niemieckiego Telekom Baskets Bonn.
17 lipca 2020 dołączył do występującego w II lidze japońskiej Gunma Crane Thunders.

## Osiągnięcia
Stan na 18 lipca 2020, na podstawie, o ile nie zaznaczono inaczej.
NCAA
- Uczestnik rozgrywek Sweet Sixteen turnieju NCAA (2013)
- Mistrz:
  - turnieju konferencji Atlantic Coast (ACC – 2013)
  - sezonu regularnego ACC (2013)
- Zaliczony do:
  - II składu turnieju ACC (2013)
  - składu All-ACC Academic Honor Roll (2013)

Drużynowe
- Mistrz D-League (2014)
- Wicemistrz D-League (2015)
- Zdobywca Pucharu Węgier (2016)

Indywidualne
- Zaliczony do:
  - II składu turnieju NBA D-League Showcase (2014)
  - III składu debiutantów D-League (2014)
- Uczestnik meczu gwiazd G-League (2018)

Reprezentacja
- Wicemistrz amerykańskich kwalifikacji do mistrzostw świata (2017)